# Успение Богородично (Провища)
Вижте пояснителната страница за други значения на Успение Богородично.
„Успение Богородично“ (на гръцки: Κοίμηση της Θεοτόκου) е възрожденска православна църква в село Провища (Палеокоми), Гърция, част от Зъхненската и Неврокопска епархия.
Църквата е построена в ΧΙΧ век в центъра на старото село. В архитектурно отношение представлява трикорабна базилика. Църквата с камбанарията е единствената сграда оцеляла при опожаряването на селото от българската войска в началото на Междусъюзническата война в 1913 година. По-късно селото е възстановено малко по-насевер и църквата остава южно от него.